# Франсис Форд Копола
Франсис Форд Копола (енгл. Francis Ford Coppola; Детроит, 7. априла 1939) амерички је режисер, сценариста и продуцент.
Године 1970. Копола добија свог првог Оскара, за сценарио ратног филма Патон.
Његов гангстерски еп Кум из 1972 се нашао на врху најкомерцијалнијих филмова свих времена и освојио три Оскара, што сврстава Кополу међу водеће америчке режисере. Копола почетком седамдесетих битно утичу на холивудски филм.
За наставак свог највећег успеха Кум II добија шест Оскара 1974. године. То му 1979. године омогућује снимање до тада најамбициознијег пројекта, ратног спектакла Апокалипса данас.
Кополини каснији филмови никада нису досегли успех његових филмова из седамдесетих.
Готово сви Кополини филмови су урађени у продукцији Америчког Зотропа, продуцентске куће који су 1969. основали Копола и Џорџ Лукас.

## Живот и каријера (1960–1978)
Франсис Форд Копола рођен је 7. априла 1939. у Детроиту, Мичиген, као друго од троје деце Кармина Кополе, у то време првог флаутисте симфонијског оркестра из Детроита, и његове супруге Итали. Породица се убрзо преселила у предграђе Њујорка, Лонг Ајленд, где је Франсис провео остатак детињства. Као дечак преболео је дечју парализу која га је већи део детињства приковала уз кревет. Користећи очеву 8-милиметарску филмску камеру, почео је да снима филмове с десет година. Похађао је универзитет Хофстра где је дипломирао филмску режију те је преселио у филмску школу универзитета у Лос Анђелесу (UCLA) где је снимио бројне кратке филмове. Док је похађао филмски смер UCLA-а, Франсис је упознао Џима Морисона, чију ће музику каније употребити у Апокалипси данас.
У раним шездесетим, Копола је почео своју професионалну каријеру снимајући нискобуџетне филмове с Роџером Корманом те да пише сценарије. Свој први познати филм снимио је с Корманом, нискобуџетни Dementia 13. Након што је прешао на поље филмова главног тока, с филмом You're a Big Boy Now, Кополи је поверена филмска верзија бродвејског мјузикла Финијанова дуга, с Петулијом Кларк у њезином првом америчком филму, ветераном Фредом Астером у главним улогама. Продуценту Џеку Ворнеру засметала је Кополина „хипи” појава с чупавом косом и брадом те га је оставио да се сам сналази. Он је одвео глумце у Напа Вали како би снимили већину сцена на отвореном, али те су сцене биле у тешком контрасту с оним снимљеним у озвученим холивудским студијима, те је филм деловао неповезано. Суочен са застарелим материјалом у време кад мјузикли више нису били популарни, Кополин учинак је био полууспешан, али је зато његов рад с Кларк допринео њеној номинацији за Златни глобус за најбољу глумицу. Током овог периода, Копола је живео са својом породицом у Мандевил кањону у Брентвуду, Калифорнија, према аутору књиге Easy Riders, Raging Bulls, Питеру Бискајнду.
Године 1971, Копола је освојио Оскара за сценарио за филм Патон. Међутим, афирмирао се као косценариста и редитељ криминалистичких епова Кум (1972) и Кум  (1974), који су добили Оскаре за најбољи филм - и постали први серијал који је то постигао.
Између Кума и Кума II, Копола је режирао Прислушкивање, причу о параноичном експерту за прислушкивање и надзор (којег је глумио Џин Хекман) који се упетљао у могуће убиство. Филм је 1974. номинован за Оскара за најбољи филм, те је Копола постао један од ретких режисера који је снимио два филма који су се такмичили за Оскара у категорији за најбољи филм. Док је Кум II освојио Оскара, Прислушкивање је добило Златну палму 1974. на фестивалу у Кану.
Током овог периода, написао је и сценарио за неуспешну адаптацију романа Ф. Скот Фицџералда, Велики Гацби (с Мијом Фароу и Робертом Редфордом у главним улогама) и продуковао први значајнији филм Џорџа Лукаса, Амерички графити. Копола је и инвестирао у City Magazine, часопис из Сан Франциска, запослио нове људе и назвао себе издавачем. Било је то кратког века, часопис је животарио до 1976. кад је Копола објавио последње издање.
Копола је често у својим филмовима сарађивао с члановима своје породице. Два његова сина наступила су као статисти у Куму, током уличне тучњаве и на покопу дон Корлеонеа. Његова сестра, Талија Шајер, глумила је Кони Корлеоне у сва три Кума, а у првом и трећем наступила је и његова кћер Софија. Његов отац Кармин сарађивао је на стварању музике за филмове Кум, Кум II и Апокалипса данас.
Добио је Златну малину за најгору режију за филм Мегалополис.

## Филмографија
| Година | Наслов                        | Дистрибутер                         |
| ------ | ----------------------------- | ----------------------------------- |
| 1962   | Tonight for Sure              | Premier Pictures                    |
| 1963   | Dementia 13                   | American International Pictures     |
| 1966   | You're a Big Boy Now          | Warner Bros.-Seven Arts             |
| 1968   | Finian's Rainbow              | Warner Bros.-Seven Arts             |
| 1969   | The Rain People               | Warner Bros.-Seven Arts             |
| 1972   | The Godfather                 | Paramount Pictures                  |
| 1974   | The Conversation              | Paramount Pictures                  |
| 1974   | The Godfather Part II         | Paramount Pictures                  |
| 1979   | Apocalypse Now                | United Artists                      |
| 1982   | One from the Heart            | Columbia Pictures                   |
| 1983   | The Outsiders                 | Warner Bros.                        |
| 1983   | Rumble Fish                   | Universal Pictures                  |
| 1984   | The Cotton Club               | Orion Pictures                      |
| 1986   | Peggy Sue Got Married         | TriStar Pictures                    |
| 1987   | Gardens of Stone              | TriStar Pictures                    |
| 1988   | Tucker: The Man and His Dream | Paramount Pictures                  |
| 1990   | The Godfather Part III        | Paramount Pictures                  |
| 1992   | Bram Stoker's Dracula         | Columbia Pictures                   |
| 1996   | Jack                          | Buena Vista Pictures                |
| 1997   | The Rainmaker                 | Paramount Pictures                  |
| 2007   | Youth Without Youth           | Sony Pictures Classics              |
| 2009   | Tetro                         | Alta Films / American Zoetrope      |
| 2011   | Twixt                         | 20th Century Fox Home Entertainment |
| 2024   | Megalopolis                   | Lionsgate                           |

## Награде и номинације
| Година | Филм                          | Награде академије | Награде академије | Награде БАФТА | Награде БАФТА | Награде Златни глобус | Награде Златни глобус |
| Година | Филм                          | Номинације        | Победе            | Номинације    | Победе        | Номинације            | Победе                |
| ------ | ----------------------------- | ----------------- | ----------------- | ------------- | ------------- | --------------------- | --------------------- |
| 1966   | You're a Big Boy Now          | 1                 |                   | 1             |               | 3                     |                       |
| 1968   | Finian's Rainbow              | 2                 |                   |               |               | 5                     |                       |
| 1972   | The Godfather                 | 10                | 3                 | 5             | 1             | 7                     | 6                     |
| 1974   | The Conversation              | 3                 |                   | 5             | 2             | 4                     |                       |
| 1974   | The Godfather Part II         | 11                | 6                 | 4             | 1             | 6                     |                       |
| 1979   | Apocalypse Now                | 8                 | 2                 | 9             | 2             | 4                     | 3                     |
| 1982   | One from the Heart            | 1                 |                   |               |               |                       |                       |
| 1983   | Rumble Fish                   |                   |                   |               |               | 1                     |                       |
| 1984   | The Cotton Club               | 2                 |                   | 2             | 1             | 2                     |                       |
| 1986   | Peggy Sue Got Married         | 3                 |                   |               |               | 2                     |                       |
| 1988   | Tucker: The Man and His Dream | 3                 |                   | 1             | 1             | 1                     | 1                     |
| 1990   | The Godfather Part III        | 7                 |                   |               |               | 7                     |                       |
| 1992   | Bram Stoker's Dracula         | 4                 | 3                 | 4             |               |                       |                       |
| 1997   | The Rainmaker                 |                   |                   |               |               | 1                     |                       |
| Тотал  | Тотал                         | 55                | 14                | 31            | 8             | 42                    | 10                    |